# 1135年
| 千纪： | 2千纪 |
| 世纪： | 11世纪 \| 12世纪 \| 13世纪 |
| 年代： | 1100年代 \| 1110年代 \| 1120年代 \| 1130年代 \| 1140年代 \| 1150年代 \| 1160年代                                                                                               |
| 年份： | 1130年 \| 1131年 \| 1132年 \| 1133年 \| 1134年 \| 1135年 \| 1136年 \| 1137年 \| 1138年 \| 1139年 \| 1140年                                                                     |
| 纪年： | 乙卯年（兔年）；西夏大德元年；金天會十三年；西辽康國二年；南宋紹興五年；刘豫阜昌六年；杨幺大聖天王三年；大理保天七年；越南天彰寶嗣三年；日本長承四年，保延元年；大为国天开元年 |

## 大事记
- 金太宗完顏晟逝世，金太祖完顏阿骨打之嫡長孫完顏亶繼位，是為金熙宗。
- 7月14日——岳飛招降農民軍將領楊欽。
- 岳飛剿滅楊幺。

## 出生
- 叡子內親王

## 逝世
- 2月9日——金太宗，金太祖完顏阿骨打之弟。
- 6月11日——宋徽宗駕崩。（生於1082年，53岁）
- 12月1日——英國國王亨利一世駕崩。（生於1068年，67岁）
- 12月14日——密勒日巴尊者涅磐。（生於1052年，83岁）